# Wrestling Superstars Live!
Wrestling Superstars Live! (WSL) ist eine ehemalige US-amerikanische Wrestling-Promotion, die in Rochester, Minnesota und in Chicago, Illinois beheimatet war. Promotoren waren Dale Gagner und Jonnie Stewart.

## Geschichte
1996 gründeten zwei ehemalige Wrestler der ehemaligen Promotion American Wrestling Association eine Wrestling-Promotion, die den Namen AWA Superstars Of Wrestling (SOW) trug und sich in der Tradition der ehemaligen AWA sah, aber nicht mit dieser identisch war.
Das Veranstalten unter dem AWA-Banner wurde möglich, da Verne Gagne es seinerzeit versäumt hatte, sich die Namensrechte schützen zu lassen.
Ab 2005 begann Gagner, der sich inzwischen „Gagne“ nannte und sich der Storyline nach als „entfernter Verwandter von Verne Gagne“ bezeichnete, die Namensrechte „AWA“ an ausländische Wrestling-Promotionen zu verkaufen. So wurden unter anderem AWA-Titel an japanischen, kanadischen und britischen Promotionen verkauft und in diesen Ländern ausgetragen.
Gagner ging sogar so weit, dass er die Namensrechte von American Wrestling Association an Suborganisationen der konkurrierenden NWA verkaufte und diese wiederum auch AWA-Titel austragen ließen.
Am 30. Oktober 2007 erklärten Gagner und Stewart in einer Presseerklärung, dass sich die American Wrestling Association nicht mehr an das Territorialprinzip gebunden fühle und nunmehr in jeden einzelnen Bundesstaat der USA antreten würde. Mit dieser Erklärung wurde die Zusammenarbeit mit der NWA endgültig beendet.
Zuvor verklagte der der Wrestling-Marktführer WWE Gagner 26. April 2007 auf Verletzung der Namensrechte. Diese waren, nach gängiger Auffassung der WWE, nach der Einstellung der originalen AWA an die damalige World Wrestling Federation gefallen. Das Gericht entschied zugunsten des Wrestling-Marktführers und so benannte Gagner seine Promotion 2008 in Wrestling Superstars Live! um.
Ihre letzte Veranstaltung führte die Promotion am 21. Februar 2009 durch und wurde im Laufe des Jahres 2010 geschlossen.

## Unterorganisationen
Die von Dale Gagner etablierte AWA schloss in der Folgezeit Kooperationsverträge mit anderen Wrestling-Verbänden ab, die offiziell die Bezeichnung Affiliates trugen. Diese waren:
1. Brew City Wrestling (Wisconsin, 2004?~Dezember 2008),
2. Pro-Wrestling WORLD-1 (Pennsylvania, Februar 2004?~2008),
3. Ultra Championship Wrestling (Colorado, Januar 2005~2008),
4. Millennium Wrestling Federation (Massachusetts, März 2005~2007?),
5. Carolina Wrestling Federation (North Carolina, 2005~2007),
6. Spinebuster / WORLD-1 South (Georgia, Juli 2005~2008),
7. Supreme Championship Wrestling (Indiana, 2005~2007),
8. AWA Florida (2005~2011?),
9. Hawai'i Championship Wrestling (Hawaii, 2006~2007),
10. West Coast Wrestling Connection (Oregon, 2007~2008),
11. Canadian Wrestling Federation (Manitoba, August 2005~April 2007),
12. Pro-Wrestling ZERO-1 (Japan, Oktober 2004~Dezember 2007) und
13. All Action Wrestling (Australien, November 2007~Mai 2009).

## Einzelnachweis
1. 1 2 3  wrestling-titles.com, abgerufen am: 29. September 2024.